# Granja Hog
La Granja Hog és la comuna hippie més antiga dels Estats Units. Començant com un col·lectiu a North Hollywood, Califòrnia, durant la dècada dels anys 1960, un trasllat posterior a una granja de porcs a Tujunga, Califòrnia, va donar nom al grup. Fundada per l'actriu Jahanara Romney (Bonnie Jean Beecher) i la seva parella, l'activista pacifista i pallasso Wavy Gravy (Hugh Romney), la granja de porcs es va convertir en una "família extensa", activa internacionalment tant en l'àmbit musical com en el polític. Un curt documental The Hog Farm Movie, filmat el 1967/68, es va restaurar digitalment el juliol del 2019.
La Granja Hog es va donar a conèixer per la seva participació al Festival de Woodstock. Mentre s'allotjava a l'East Side de Manhattan entre el 1968 i el 69, l'empresa Woodstock Ventures va acordar amb els grangers organitzar un festival de música als seus terrenys, a l'estat de Nova York. Tot i que els grangers acabaven de comprar terrenys a Llano, Nou Mèxic, i tenia plans de marxar de Nova York, van acceptar l'oferta per implicar-se amb Woodstock. La Granja Hog va convèncer el promotor que també els permetés instal·lar una cuina gratuïta.
Avui en dia, la Granja Hog continua el seu projecte en diversos llocs, amb una seu a Berkeley, Califòrnia, i una granja a Laytonville, Califòrnia, coneguda com a Black Oak Ranch, que també acull un campament d'arts escèniques per a nens de Wavy Gravy, Camp Winnarainbow. Black Oak acull diversos festivals de música cada any, la majoria dels quals operen a favor de causes benèfiques. Un d'aquests esdeveniments és el Pícnic anual de la família Granja Hog, que ha comptat amb actuacions d'artistes com Ben Harper, Spearhead, entre d'altres.